# Canal House in 3D
3D Print Canal House là một dự án "Nghiên cứu & Thiết kế bằng cách Làm" ba năm, có thể truy cập công cộng, trong đó một nhóm các đối tác quốc tế từ nhiều lĩnh vực hoạt động cùng nhau về in 3D nhà kênh ở Amsterdam.
Bằng cách xây dựng ngôi nhà, tất cả các bên nghiên cứu khả năng của kiến trúc in 3D và tạo mối liên hệ giữa thiết kế, khoa học, văn hóa, xây dựng, phần mềm, cộng đồng và thành phố. Dự án phục vụ như một triển lãm về công nghệ in 3D, cũng như một điểm nghiên cứu về kiến trúc in 3D. Dự án được khởi xướng bởi các kiến trúc sư DUS và địa điểm, ở phía Bắc Amsterdam, mở cửa cho công chúng vào ngày 1 tháng 3 năm 2014.

## Kamermaker
Ngôi nhà được xây dựng bởi một máy in mô hình lắng đọng nóng chảy được phát triển bởi DUS: Kamermaker ("Người xây dựng phòng"), có thể in các bộ phận lên đến 2,2 × 2,2 × 3,5 mét. Nó là một gian hàng di động với kích thước của một container vận chuyển. Bản thân máy cao 6 mét. Kamermaker có thể được di chuyển bằng xe tải hoặc tàu.